# Neuvillette (Aisne)
Neuvillette è un comune francese di 198 abitanti situato nel dipartimento dell'Aisne della regione dell'Alta Francia.

## Società

### Evoluzione demografica
Abitanti censiti